# Charles Strickland (8e baronnet)
Charles William Strickland, 8e baronnet (6 février 1819 - 31 décembre 1909) est un avocat anglais et un rameur qui fait partie de l'équipage vainqueur de la première Grand Challenge Cup à Henley Royal Regatta. Il est président de la Yorkshire Philosophical Society.

## Biographie

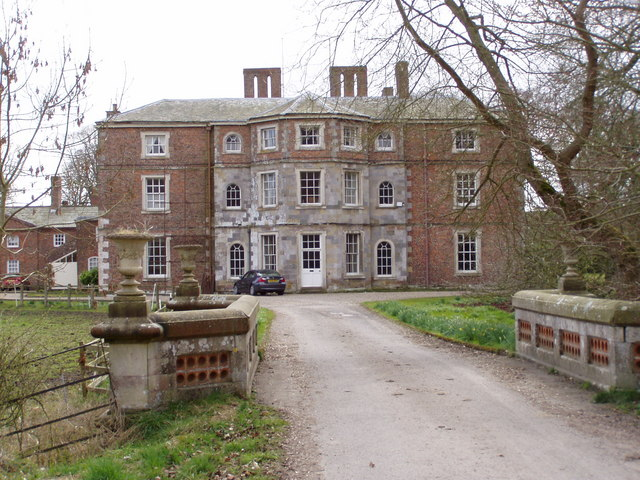
Boynton Hall - siège des baronnets de Strickland

Strickland est né et décédé à Hildenley Hall, près de Malton, dans le Yorkshire. Il est le fils aîné de George Strickland (7e baronnet), de Boynton. Il fait ses études à Rugby School où il est censé avoir été l'original du personnage « Martin » dans Tom Brown's Schooldays. Il est admis au Trinity College de Cambridge le 6 mars 1837 et également au Lincoln's Inn le 11 mars 1841.
Strickland épouse Georgina Selina Septima Milner, fille de William Mordaunt Sturt Milner, le 19 septembre 1850 et ils ont un fils Walter Strickland (9e baronnet). Il épouse en secondes noces le 22 mai 1866, Anne Elizabeth Nevile, fille du révérend Christopher Nevile, de Thorney, Nottinghamshire. Ils ont un fils Henri et une fille.
Il a deux frères, dont Frederick Strickland qui est un ami de Francis Galton et est décédé dans des circonstances tragiques selon la description de Galton,.
Il rame pour Trinity College dans l'équipage qui remporte la première Grand Challenge Cup à Régate royale de Henley en 1839. Strickland est admis au barreau le 6 mai 1847 et au Middle Temple le 6 février 1849 .
Strickland exerce sur le circuit nord et est président des sessions trimestrielles de l'East Riding of Yorkshire. Il succède à son père comme baronnet et hérite de Boynton Hall le 23 décembre 1874. Il est haut shérif du Yorkshire en 1880.